# Приріст капіталу
Приріст капіталу в економіці — це збільшення вартості нерухомого майна (наприклад, житла) та цінних паперів (наприклад, акцій) протягом певного періоду часу.
Це збільшення вартості особливо важливо для цілей оподаткування, оскільки приріст капіталу вказує на вищу платоспроможність і часто обкладається прямими податками. На відміну від інших доходів від капіталу, податок не розраховується як податок на доходи. Приріст капіталу, отриманий від кваліфікованої участі в капіталі компанії - акції - (> 2% права голосу або > 5% акціонерного капіталу для компаній, зареєстрованих на біржі; > 20% і > 25% для компаній, які не зареєстровані на біржі), підлягає податку на доходи. Крім того, приріст капіталу на активи, необхідні для виконання професій або мистецтва (за винятком предметів антикваріату та колекційного мистецтва), сприяє формуванню доходу від самозайнятості для цілей IRPEF.
Приріст капіталу, пов’язаний з цінними паперами, що не беруть участі в акції, валютою, дорогоцінними металами та надходженнями від похідних продуктів, також підлягає Income tax. У той час як деякі прирости капіталу оподатковуються лише і виключно, якщо цього вимагає закон (наприклад, приріст капіталу, отриманий від продажу нерухомості, яка перебуває у власності більше 5 років).

## Історія
Історія приросту капіталу в людському розвитку включає концептуалізацію від рабського капіталу в 1865 року в Сполучених Штатах до розвитку прав власності у Франції в 1789 році та навіть інших подій набагато раніше. Офіційний початок практичного застосування приросту капіталу стався з розвитком вавилонської фінансової системи приблизно в 2000 році до нашої ери. Ця система запровадила скарбницю, де громадяни могли зберігати срібло та золото, а також здійснювати операції з іншими членами економіки. Таким чином, це дозволило вавилонянам розрахувати витрати, продажні ціни та прибутки, а отже, і приріст капіталу.